# Eskilsminne IF
Eskilsminne IF ist ein schwedischer Fußballverein aus dem Helsingborger Stadtteil Eskilsminne.

## Geschichte
Der Verein wurde am 18. Mai 1928 gegründet. Seine Heimstätte ist seit 1942 ist der Harlyckan-Sportplatz.
Der Klub spielte bis 2014 in unteren Spielklassen. Zur Saison 2015 gelang Eskilsminne IF erstmals der Aufstieg in die drittklassige Division 1.  Als 13. und Vorletzter stieg der Verein nach einer Spielzeit wieder ab. 2017 gelang der erneute Aufstieg in die Division 1 Södra. Nach einem erneuten Abstieg 2020 gelang dem Klub 2022 die Rückkehr in die dritthöchste Spielklasse.

## Vereinsstruktur
Eskilsminne IF hat rund 1400 Mitglieder. Diese sind in rund 50 Männer-, Frauen- und Jugendmannschaften aktiv. Seit 1968 veranstaltet der Klub den Eskils Cup, eines der ältesten und größten Jugendfußball-Turniere Schwedens. Darüber hinaus betreibt der Verein jährlich eine Fußballschule für Kinder zwischen 5 und 8 Jahren mit dem Schwerpunkt auf Spiel und Gemeinschaft.

## Bekannte Spieler
- Thomas Sjöberg (* 1952), spielte von 1964 bis 1974 für Eskilsminne IF